# Kaori Oda
Kaori Oda (小田香, Oda Kaori), née en 1987 à Hirakata dans la préfecture d'Osaka, est une réalisatrice, directrice de la photographie et monteuse japonaise.

## Biographie
Kaori Oda est née en 1987 à Hirakata dans la préfecture d'Osaka,. Elle fait des études de cinéma à l'université Hollins aux États-Unis. Son film de fin d'étude, Thus a Noise Speaks est un court métrage documentaire tourné au Japon et qui relate la réaction de sa famille à l'annonce de son coming out. Il est tourné en 2010 et remporte un prix du public au festival international du film de Nara (en).
En 2013, Kaori Oda intègre la première promotion du cursus doctoral de trois ans dénommé la film.factory, fondée par le cinéaste hongrois Béla Tarr à la faculté de science et technologie de l'Université de Sarajevo,. Elle reçoit en 2014 une bourse pour jeune artiste étudiant à l'étranger de la Pola Art Foundation et sort diplômée en 2016,. Durant cette période, elle tourne son premier long métrage, Aragane, un documentaire sur une mine de charbon de Bosnie-Herzégovine. Le film remporte une mention spéciale au festival international du documentaire de Yamagata en 2015 dans la section « Nouveaux courants asiatiques ».
Son documentaire Cenote (セノーテ, Ts'onot), sorti en 2019, est tourné en super 8 dans la péninsule du Yucatán au Mexique dans des cénotes. Kaori Oda reçoit en 2020 le tout premier prix Ōshima, décerné dans le cadre du Pia Film Festival (en) et qui vise à récompenser de jeunes et nouveaux talents qui ouvrent la voie à l'avenir du cinéma japonais.

## Filmographie

### Courts et moyens métrages
- 2010 : Thus a Noise Speaks (ノイズが言うには, Noizu ga iu niwa?)
- 2012 : The Thread of Red Cocoons (ひらいてつぼんで, Hiraite tsubonde?)
- 2014 : Conniving (呼応, Koō?)
- 2015 : Flash (フラッシュ?)

### Longs métrages
- 2015 : Aragane (鉱?)
- 2017 : Toward a Common Tenderness (あの優しさへ, Ano yasashisa e?)
- 2019 : Cenote (セノーテ, Ts'onot?)

## Distinctions

### Récompenses
- 2011 : prix du public pour Thus a Noise Speaks au festival international du film de Nara (en)[4]
- 2015 : mention spéciale pour Aragane au festival international du documentaire de Yamagata[7]
- 2020 : prix Ōshima au Pia Film Festival (en)[9]